# Pablo de Guzmán
Pablo de Guzmán fue un militar y conquistador del siglo XVI, hijo de Luis de Guzmán y Toledo, gobernador de Popayán. El 4 de febrero de 1586 fue nombrado por Juan Ramírez de Velasco al frente de la Gobernación del Tucumán, cargo que ocupó hasta el 15 de julio de 1586, fecha en la que Velasco llegó a la ciudad de Santiago del Estero y asumió como gobernador del Tucumán.